# Ramona (Kansas)
Ramona é uma cidade localizada no estado americano de Kansas, no Condado de Marion.

## Demografia
Segundo o censo americano de 2000, a sua população era de 94 habitantes.
Em 2006, foi estimada uma população de 89, um decréscimo de 5 (-5.3%).

## Geografia
De acordo com o United States Census Bureau tem uma área de
0,8 km², dos quais 0,8 km² cobertos por terra e 0,0 km² cobertos por água. Ramona localiza-se a aproximadamente 433 m acima do nível do mar.

## Localidades na vizinhança
O diagrama seguinte representa as localidades num raio de 16 km ao redor de Ramona.